# Godžam
Godžam (Geez: ጎጃም, engleski: Gojjam) je povijesna pokrajina i kraljevstvo u Etiopiji, sjedište joj je bio grad Debre Markos. Ova pokrajina nalazila na sjeverozapadu zemlje, većim dijelom u današnjoj regiji Amhara, jugoistočno od jezera Tana sve do sudanske granice uz korito rijeke Plavi Nil.

## Zemljopisne karakteristike
Zapadne granice Godžama uvijek su bile nejasne i proizvoljne. Oko 1700-ih držalo se da su zapadni susjedi Godžama Agajmeder na jugozapadu i Kajara na sjeverozapadu. Kako se Agajmeder, nikad nije organizirao kao neka politička tvorevina, njega je Godžam postupno uključio u svoj sastav, tako da je na kraju na zapadu graničio sa Sultanatom Guba.

## Povijest
Prva crkva u Godžamu je izgrađena u Mertule Marjamu, to je bila druga crkva u Etiopiji, nakon Aksumske Gospe Marije od Siona. Godžam je bio širitelj kršćanstva po Etiopiji, i sjedište nekih od najboljih liturgijskih škola. 
Najraniji pisani zapis u kojem se spominje Godžam je iz srednjeg vijeka, u bilješkama koje je vodio etiopski car Amda Sejon (1314. – 1344.) za vrijeme svog vojnog pohoda na Godžam i Kraljevstvo Damot, koje je nakon toga uključio u Etiopiju. Drugi povijesni zapis je iz 1451. s jedne egipatske karte, u kojem se navodi kao kraljevstvo. Etipski car Lebna Dengel, u svom pismu portugalskom kralju iz (1526.), također navodi Kraljevstvo Godžam, kao dio svoga carstva.
U vrijeme oslabljene središnje carske vlasti, u razdoblju koje se zove Zemene Mesafint (1769. – 1855.), Godžam je postao sjedište nekoliko vrlo moćnih rasova, posljednji od njih bio je Haile Tekle Hajmanot, koji je svrgnut 1932.
Za vrijeme talijanske okupacije Etiopije, Godžam je bio središte pokreta otpora i partizanskih jedinica koje su se borile protiv talijanskih okupacijskih jedinica. Najpoznatiji vođe etiopskih partizana bili su;  Belaj Zeleke, Mengeša Jemberie, Negaš Bezabih i Hailu Belej. Te partizanske jedinice zvane u Etiopiji arbenjok (ili "rodoljubi"), uspjeli su Talijanima ograničiti vlast i slobodu kretanja samo na snažno utvrđene gradove i njihovu neposrednu okolicu poput Debre Markosa. Jedinice koje je vodio Belaj Zeleke uspjele su čak u potpunosti osloboditi gotovo cijeli Istočni Godžam i neke susjedne worede u južnom Volu i sjevernoj Šoi i uspostaviti svoju civilnu upravu. Budući da Talijani nisu bili u mogućnosti uspostaviti potpunu kontrolu nad Godžamom, car Haile Selasije odabravo je upravo tu pokrajiinu za svoj ilegalni povratak u Etiopiju. Po njegovu povratku uz pomoć britanskih jedinica i lokalnih partizana, oslobođen je Godžam i cijela Etiopija. 
Za vrijeme vladavine cara Haile Selasija, Godžam je bio sjedište buna protiv njega i to nekoliko puta, posljednji put 1968. - otprilike isto vrijeme kad je izbila pobuna u pokrajini Bale. Međutim za razliku od Bala, središnja vlast nije se koristila silom da uguši pobune, već je uvijek težila političkim rješenjima, poput smjene guvernera, i ublažavanja mjera koje su dovele do bunta. Tako je 1968., vlada donijela odluku kojom se odrekla svih nenaplaćenih poreznih zaostataka i to od 1950. godine.
Za vrijeme vladavine vojnog režima Derg, Godžam je podijeljen na Istočni i Zapadni Godžam, Debre Markos bio je sjedište Istočnog Godžama, a grad Bahir Dar Zapadnog Godžama. Nakon usvajanja novog etiopskog ustava 1995. Godžam je podijeljen na zone po etničkom sastavu stanovništva, tako je najzapadniji dio postao Zona Metekel u regiji Benišangul-Gumuz, a ostatak je podjeljen na zone; Agaj Avi, Mirab Godžam, Misrak Godžam i Godžam u regiji Amhara.